# Anne-Laure Bonnet
Pour les articles homonymes, voir Bonnet.
Ne doit pas être confondu avec Anne-Laure Bonnel.
Anne-Laure Bonnet, née le 30 juillet 1978, est une journaliste sportive et animatrice française de télévision.

## Biographie
Elle est la fille de Bernard Bonnet, préfet en retraite. Sa mère travaille dans les télécommunications, Anne-Laure Bonnet se passionne pour le sport automobile à l'adolescence, notamment pour le pilote Ayrton Senna.
Après avoir fait une licence de langues étrangères et un cursus à Sciences-Po Paris, elle devient pigiste, fait un bref passage sur Canal+ en tant que « rédactrice F1 » puis, en 2005, après avoir été correspondante au Brésil en 2004 à l’Équipe,, devient rédactrice spécialisée dans les sports automobiles. En 2006, elle écrit, en collaboration avec Stéphane Barbé, l'ouvrage 100 ans de Grands Prix automobiles en France aux éditions l’Équipe. En 2006, toujours, Anne-Laure Bonnet fait une « pige » durant un mois pour le compte de M6 : elle suit pour la chaîne les matches de l’équipe du Brésil pendant la Coupe du monde 2006 ; puis elle participe à la rédaction de L'année du football 2006 de Jérôme Bureau aux  éditions Calmann-Lévy. Elle continue cependant à faire partie de la rédaction du journal l’Équipe jusqu'en 2008.
À partir de mars 2008, Anne-Laure Bonnet remplace, sur TF1, Katherine Lacroix dans l'émission F1 à la Une, consacrée à la Formule 1. Elle co-présente l'émission avec Denis Brogniart.
Polyglotte maitrisant anglais, italien, espagnol, allemand et portugais, elle quitte TF1 et la France en 2009 pour s'exiler en Italie, sur la chaîne Sky Sports Italia,. Elle continue alors à se consacrer à l'actualité de la Formule 1 puis à celle du football italien et européen.
En août 2013, elle revient en France et rejoint la chaîne BeIN Sports. Elle devient alors « journaliste bord de terrain », réalisant les interviews d'avant-match et d'après-match lors des soirées « football » et « handball » de la chaîne sportive.
Lors de la saison 2017-2018, elle rejoint l'équipe de C à vous sur France 5 pour une chronique sport, tout en continuant ses activités sur la chaîne BeIN Sports.
En mai 2018, elle anime avec Nagui l'émission Tout le monde joue avec le football sur France 2.
En août 2020, elle rejoint la chaine Téléfoot, propriété du groupe Mediapro et diffuseuse des Ligue 1 et Ligue 2 françaises, pour présenter l'émission Le Vrai Mag le dimanche soir autour de la meilleure affiche de la journée de Ligue 1. L'émission s'arrête le 7 février 2021 avec la fermeture de la chaîne.
Le 11 août 2021, elle fait partie des rares journalistes à pouvoir interviewer Lionel Messi après son transfert au Paris Saint-Germain. Quelques jours plus tard, elle interview les cinq recrues estivales du club parisien sur la pelouse du Parc des Princes.
En septembre 2021, Anne-Laure Bonnet est annoncée par Sky Italia parmi les intervenants de son émission du samedi soir Sky Calcio l'Originale centrée sur l'actualité du football italien, avec Alessandro Bonan, Paolo Condò et Alessandro Costacurta. Elle est par ailleurs chargée le lundi soir de la présentation d'une nouvelle émission hebdomadaire, Mondogol, dédiée aux résultats et buts des autres championnats. Après une saison passée en Italie, elle ne fait plus partie des émissions foot de Sky Italia à la rentrée 2022.
À partir du 19 novembre 2022, elle rejoint Public Sénat où elle présente Sport, etc, chaque samedi à 18 heures. Cette émission a pour but de décrypter l'actualité sportive.

## Publications
- Anne-Laure Bonnet, Stéphane Barbé et Roger Jonquet, 100 ans de Grands Prix automobiles en France, Issy-les-Moulineaux, Éditions L'Équipe, 3 mai 2006, 159 p. (ISBN 978-2-915535-32-7, BNF 40157142).
- Anne-Laure Bonnet, Jérôme Bureau, Philippe Doucet, Pierre Ménès et Karim Nedjari, L'année du football 2006, Éditions Calmann-Lévy, 14 septembre 2006, 140 p. (ISBN 978-2-7021-3698-0).